# Lipetsk Avia
Lipetsk Avia is een Russische luchtvaartmaatschappij met haar thuisbasis in Lipetsk.

## Geschiedenis
Lipetsk Avia is opgericht in 1992 als Lipetsk Air Enterprise.
Vanaf 2000 wordt de huidige naam gevoerd.

## Vloot
De vloot van Lipetsk Avia bestaat uit:(nov.2006)
- 2 Yakolev Yak-40 ()